# Geert Meijer
Geert Meijer (Sellingen, 15 marzo 1951) è un allenatore di calcio ed ex calciatore olandese, di ruolo attaccante.

## Carriera

### Giocatore
Dal 1972 al 1975 gioca in Eredivisie all'FC Amsterdam, segnando 6 gol in 31 partite di campionato ed esordendo nelle competizioni UEFA nella stagione 1974-1975, nella quale la sua squadra raggiunge i quarti di finale di Coppa UEFA, competizione a cui si era qualificata in seguito al quinto posto in campionato della stagione precedente. Nell'estate del 1975 si trasferisce all'Ajax, dove rimane nella stagione 1975-1976; nella stagione 1976-1977 è ceduto in prestito all'FC Amsterdam, dove segna 5 gol in 18 partite in campionato. Torna quindi all'Ajax, rimanendovi fino al 1979, per un totale di 69 presenze e 17 reti nella prima divisione olandese con la maglia dei lancieri. Passa quindi al Bristol City, con cui nella stagione 1979-1980 realizza 2 reti in 15 presenze nella prima divisione inglese. Torna quindi in patria, giocando per un triennio con lo Sparta Rotterdam (110 presenze e 18 gol) ed in seguito al Dordrecht ed al NAC Breda, per poi ritirarsi nel 1986.

### Allenatore
Ha allenato sia in patria che in Finlandia.

## Palmarès

### Giocatore

#### Competizioni nazionali
- Campionato olandese: 1

Ajax: 1978-1979
- Coppa dei Paesi Bassi: 1

Ajax: 1978-1979